# Alexandre de Hiérapolis
Pour les articles homonymes, voir Alexandre.
Alexandre de Hiérapolis est un évêque de Hiérapolis en Phrygie. Il participe au concile d'Éphèse en 431 où il prend parti pour Nestorius contre Cyrille d'Alexandrie. Quand Jean d'Antioche, chef du parti nestorien, décide de signer le Symbole d'union, deux ans plus tard, il ne l'accepte pas et finit sa vie en 434, exilé en Égypte. On conserve de lui 23 lettres liées à la controverse (CPG 6392-6431). 